# Fuente Nueva (Martos)
La Fuente Nueva de Martos es una fuente ornamental situada en el cruce de la Avenida Miraflores con la Avenida Pierre Cibié de Martos (Jaén), España. Se trata de una de las obras maestras del arquitecto y escultor Francisco del Castillo "el Mozo". Este elemento arquitectónico es representativo de la floreciente época histórica marteña, de finales del siglo XVI, perteneciendo al estilo renacentista manierista. El conjunto destaca por su belleza, monumentalidad y lenguaje austero, cualidades apreciables en el tipo de iconografía y simbología heráldica empleada, que revela a su vez una doble intencionalidad: práctica o de infraestructura urbana, y de ornamentación propagandística tanto del poder municipal como del monárquico.

## Historia
La Fuente Nueva fue terminada en el año 1586, tal como consta en la inscripción central. Su construcción se encuadra en una época en que la Villa de Martos experimenta una expansión urbanística programada, fruto de su gran desarrollo económico y demográfico. Estos inmuebles se imbuyen de la cultura renacentista y humanista que retorna al pasado clásico romano o italianizante. Sin embargo, la peculiar morfología de la ciudad medieval obligó a mantener la fuente pilar adosada a un muro como abrevadero para animales y consumo humano, respondiendo así a las necesidades de abastecimiento de la sociedad agroganadera de aquel entonces y a las de ostentación propagandística de sus patrocinadores, el Ayuntamiento y la monarquía. 
Esta infraestructura pública era totalmente necesaria en un lugar como Martos, de fuerte pendiente y difícil abastecimiento hidráulico, que se lograba solo a través de las plazas, que funcionaban como mesetas, dotadas de fuentes de agua. Este fue el caso de la Fuente Nueva situada originalmente sobre un muro de la Plaza San Francisco o de la Fuente Nueva. La ubicación actual dista de su original funcionalidad, y se halla exenta, conservando, no obstante, su carácter ornamental y evocador.

## Descripción
Se trata de una obra de estilo manierista al gusto de Vignola, al cual conocería en su formación en Italia durante los trabajos de la Villa Giulia, recordando, de hecho, esta fuente a la portada principal del Casino, de un severo academicismo y efectismo. Vignolesca es asimismo la solución dada a la unión de los tres cuerpos de los que consta, pues al ser más alto el central, se decora el vacío dejado con una voluta a cada lado. Esta verticalidad tan destacada del cuerpo central se acentúa a través del remate superior, en forma de frontón triangular, y de la presencia de los elementos regios simbólicos decorativos. 
En primer lugar, en la parte superior, aparece el águila imperial, con la cabeza elevada en un gesto de nobleza y sus garras asomadas entre la orla, junto a las bandas Plus Ultra que abrazan las columnas de Hércules. Entre dichas alas y columnas, en el centro, se incorpora el escudo de los Austrias, en un óvalo decorado con orla dentada y apergaminada. Bajo dicho escudo monárquico se dispone una cartela que dice: «SOLIDEO HONOR ET GLORIA/ REXNANDO EN ESPAÑA LA C.R.M. DEL R. DO FELIPE SI/GUNDO MADARO TRAER Y HAZER ESA FUETE LOS ILLES. SS. MARTOS SIENDO GOVERADOR Y IUSTICIA MAIOR DESTA PROVINCIA EL ILLE. S. LICDO. Pº ABOZ ENRÍQUEZ/ AÑO DE 1586». Otra inscripción se aprecia junto a la parte inferior del frontón, en el friso, y dicta así. «ACABOSE/ SIENDO G. DE ESTA P. EL M./ Y. S. EL Lº D. HEREDIA/ AD. DE 1584». Estos motivos decorativos y simbólicos (águila, escudo y cartela) se enmarcan en un gran arco central de medio punto, cuyas dovelas quedan resaltadas. 
El león, como el resto de figuras, es uno de los recursos manieristas utilizados. Se observa una pequeña cabeza de león que muerde un paño decorativo sobre la cartela y bajo la misma otra pareja de leones surtidores. Estos últimos asoman de unas guaridas almohadilladas y giran sus cabezas a ambos lados como en actitud vigilante. Bajo la cartela y entre unos paños enlazados asoma una cabeza de macho cabrío. Los dos paños laterales presentan igualmente recuadros almohadillados, sobre los que se ubican los escudos de Martos, a la izquierda, y del gobernador (de la Orden de Calatrava) a la derecha. Se rematan las esquinas con alternancia de hiladas de sillares rectangulares y cuadrados y pináculos esquinados sobre pequeños pedestales.
El cuerpo horizontal o abrevadero se dispone en dos pilas escalonadas. Una primera pequeña, de forma rectangular, y otra segunda a continuación, con balaustres planos en su exterior, de corte manierista. La fuente se ejecuta en piedra caliza con sillares biselados y almohadillados.